# The Belleville Three
The Belleville Three est un groupe américain de techno de Détroit, originaire de Belleville, dans le Michigan. Il est composé du trio d'artistes : Juan Atkins, Kevin Saunderson et Derrick May, considérés comme les créateurs de la techno de Détroit,. Un surnom utilisé, pendant plus de trente ans, pour désigner les trois fondateurs de la musique techno, The Belleville Three est inauguré officiellement, en tant que nom de groupe musical, en avril 2017, lors du Coachella Festival.

## Histoire
Le nom du groupe vient de leur rencontre, dans les années 1980, au lycée Belleville, une ville à 50 km de Détroit,,.
En 1988, l'entrepreneur Neil Rushton contacte les Belleville Three afin d'obtenir une licence pour leur travail en vue d'une diffusion au Royaume-Uni. Pour définir le son de Détroit comme distinct de la house de Chicago, Rushton et les Belleville Three choisissent le mot « techno » pour leurs morceaux, un terme qu'Atkins utilise depuis l'époque de Cybotron (« Techno City » est un des premiers singles), mais le trio de Belleville a quelques réserves sur la culture qui entoure la sous-culture techno remplie de drogues à l'étranger. Derrick May, en particulier, continue de défendre l'idée que les drogues ne sont pas nécessaires pour faire de la musique.
En 2000, le premier festival annuel de musique électronique de Détroit est organisé. En 2004, May prend le contrôle du festival, rebaptisé Movement. Il investit ses propres fonds dans le festival et est « gravement blessé financièrement ». Saunderson dirige le festival, rebaptisé FUSE IN, l'année suivante. Saunderson, May et Carl Craig participent tous trois au festival mais ne l'ont pas produit en 2006, année où il est rebaptisé Movement. Saunderson revient se produire au festival Movement en 2007.
En 2017, Atkins, Saunderson et May commencent à travailler sur Belleville Three en collaboration officielle. Bien qu'ils aient été étiquetés comme les Belleville Three depuis la fin des années 1980, en grande partie à cause de la presse britannique, ils avaient résisté à une collaboration officielle dans l'espoir de se distancier de ce moniker. Cependant, trois décennies plus tard, il était clair que le manteau des Belleville Three était resté intact et qu'il y avait une demande claire de les voir fonctionner en tant que groupe. Ils lancent ce projet à Coachella 2017,,..
The Belleville Three continue de faire des tournées internationales. Derrick May déclare que sa mission continue d'être de « sauver le monde de la mauvaise musique ». 